# Крушево (Драмско)
Вижте пояснителната страница за други населени места с името Крушево.
Крушево или Крушово (на гръцки: Άχλαδοχώρι, старо Κρούσοβο, Крусово) е бивше село в Република Гърция, разположено на територията на дем Бук (Паранести) в област Източна Македония и Тракия.

## География
Селото е било разположено високо в Югоизточните Родопи, на границата с България при изворите на Крушевската река (Крушовица). В 1969 година името е преведено на гръцки като Ахладохори – „Крушево село“.